# Карлиханово
Карлиха́ново (рос. Карлыханово) — село у складі Білокатайського району Башкортостану, Росія. Адміністративний центр Карлихановської сільської ради.
Населення — 1343 особи (2010; 1640 у 2002).
Національний склад:
- росіяни — 82 %